# Gare de Harlesden
La gare de Harlesden (en anglais : Harlesden railway station), est une gare ferroviaire de la Watford DC line (en), en zone 3 Travelcard. Elle  est située sur l'Acton Lane à Harlesden, dans le borough londonien de Brent, sur le territoire du Grand Londres.
C'est une gare Network Rail desservie par des trains London Overground de Transport for London. Elle est en correspondance avec la station Harlesden de la ligne Bakerloo dont les rames utilisent les mêmes voies et quais.

## Situation ferroviaire
La gare de Harlesden est établie sur la Watford DC line (en) entre les gares de Stonebridge Park, en direction de Watford Jonction, et Willesden Junction, en direction de Londres-Euston. Elle dispose de deux quais latéraux, numérotés 1 et 2, qui encadrent les deux voies de la ligne.

Plans : de la ligne, du réseau Overground et des transports à Londres
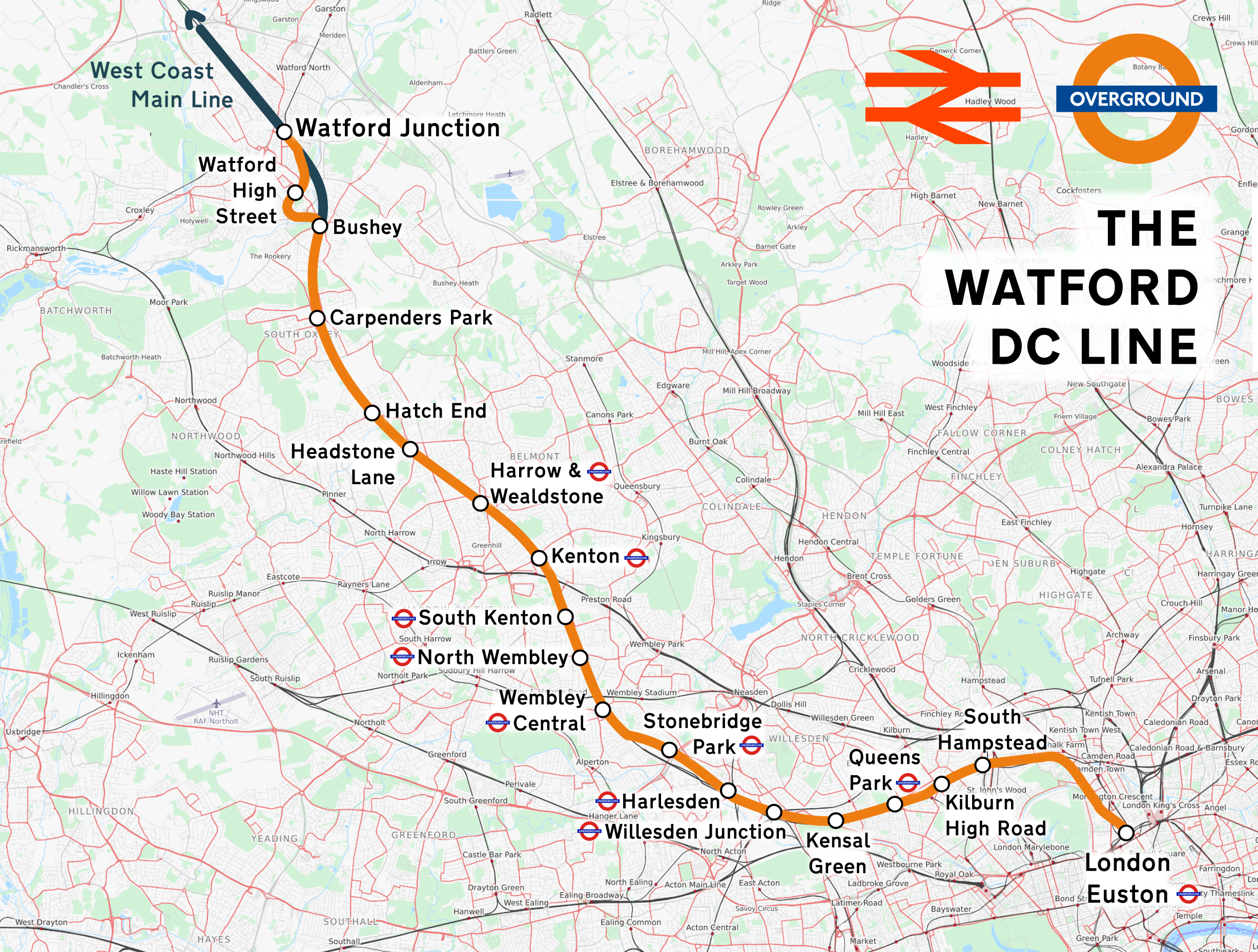
Watford DC line.
Réseau Overground.
Réseaux de Londres.

## Histoire
La gare dénommée Harlesden est mise en service le 15 juin 1912. Elle accueille la station de la ligne Bakerloo du métro de Londres le 16 avril 1917.

## Service des voyageurs

### Accueil
La gare dispose d'un accès principal situé sur l'Acton Lane.

### Desserte
Harlesden est desservie par des trains London Overground circulant sur la relation Watford Junction - Euston.

Installations et desserte
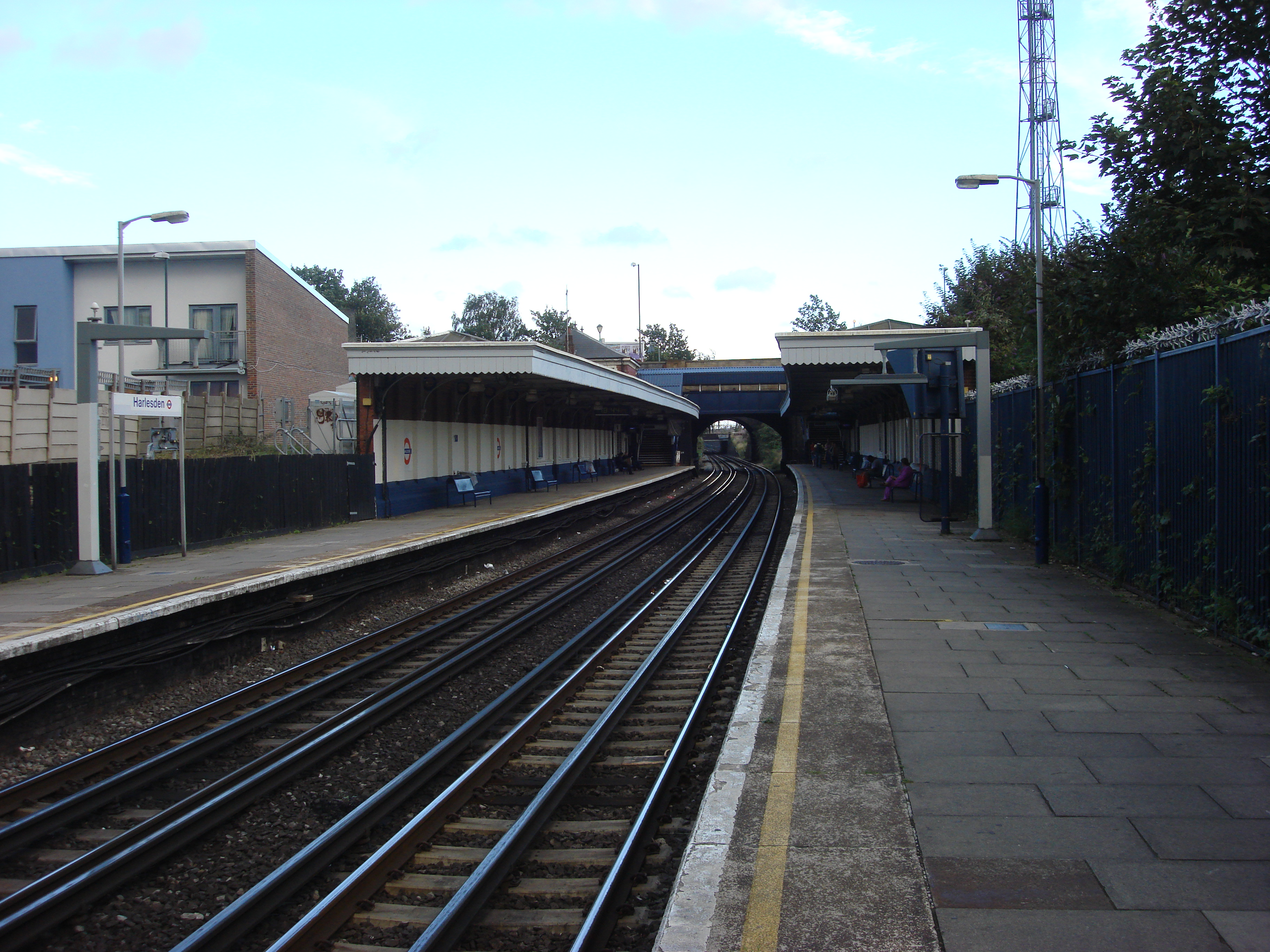
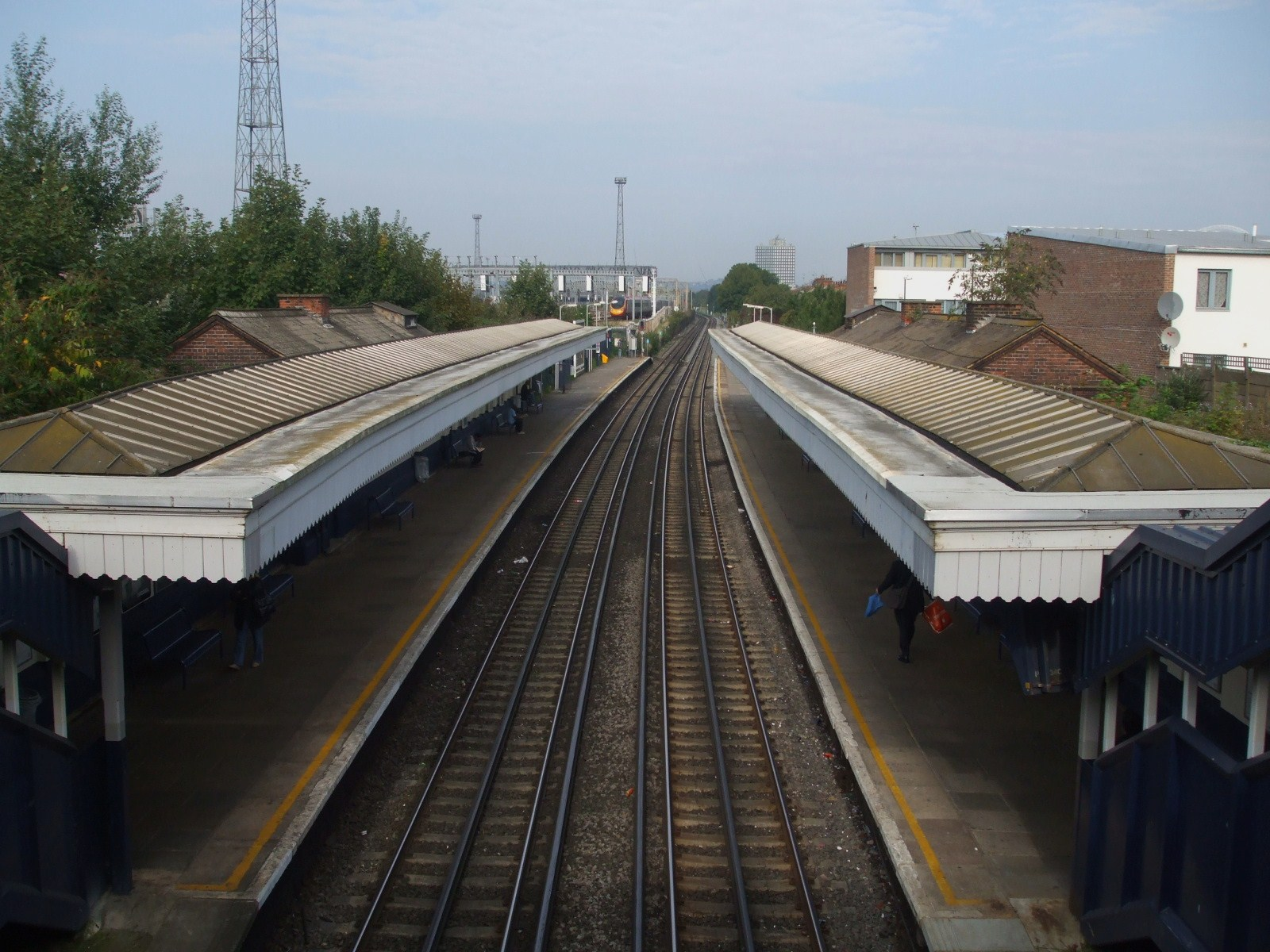
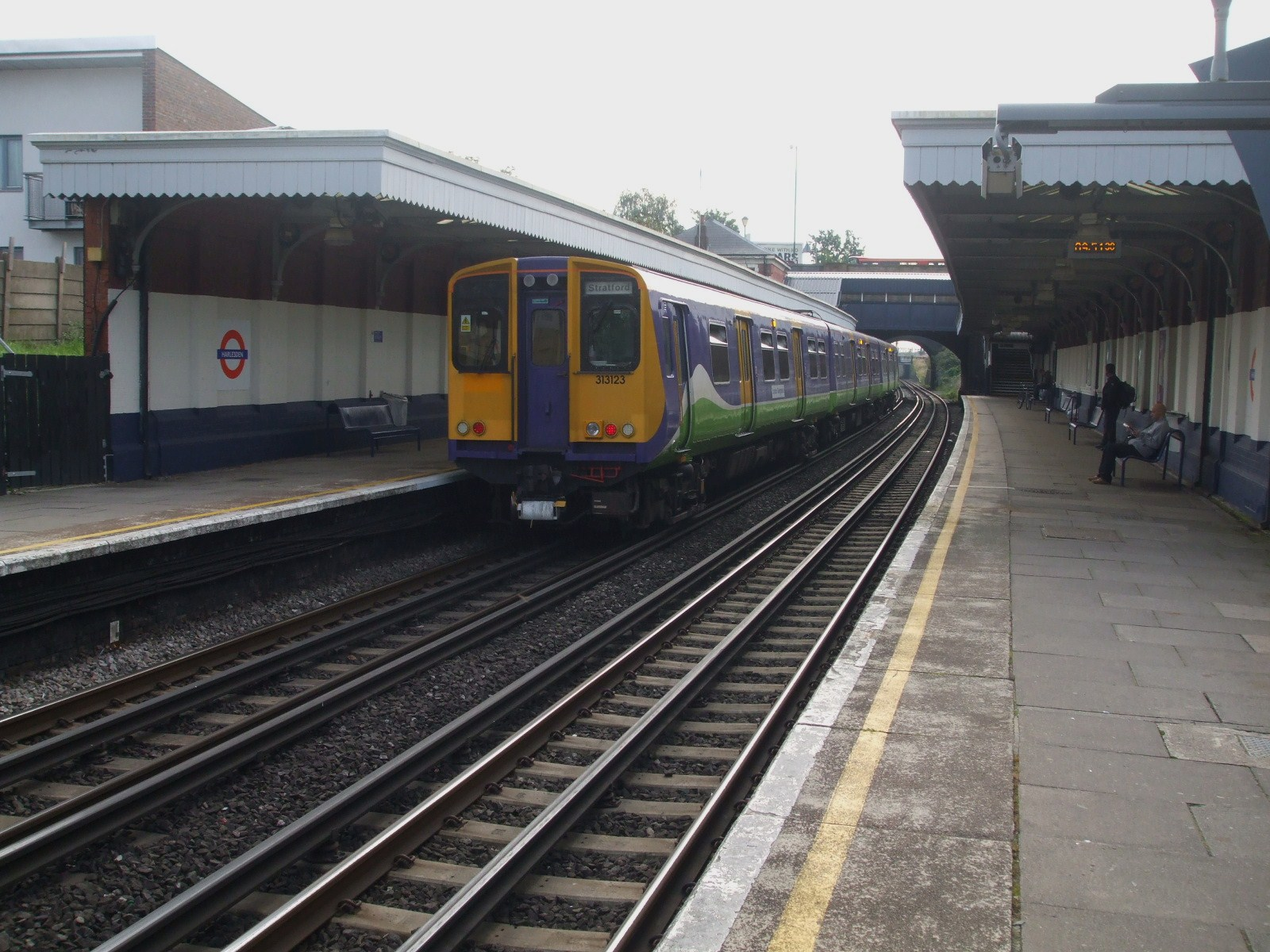

### Intermodalité
La gare est desservie par des lignes des autobus de Londres : 187, 224, 226, 228, 260 et 487.
Elle est également en correspondance avec la station Harlesden de la ligne Bakerloo du métro de Londres dont les rames utilisent les mêmes voies et quais que les trains du London Overground.